# Wargnies-le-Petit
Wargnies-le-Petit település Franciaországban, Nord megyében. Lakosainak száma 774 fő (2022. január 1.). Wargnies-le-Petit Bry, La Flamengrie, Frasnoy, Jenlain, Preux-au-Sart, Wargnies-le-Grand és Honnelles községekkel határos.

## Népesség
A település népessége az elmúlt években az alábbi módon változott:
| Lakosok száma | 773  | 761  | 764  | 759  | 763  | 767  | 774  | 780  | 774  |
|               | 2013 | 2015 | 2016 | 2017 | 2018 | 2019 | 2020 | 2021 | 2022 |